# Rosenthal (Ralbitz-Rosenthal)

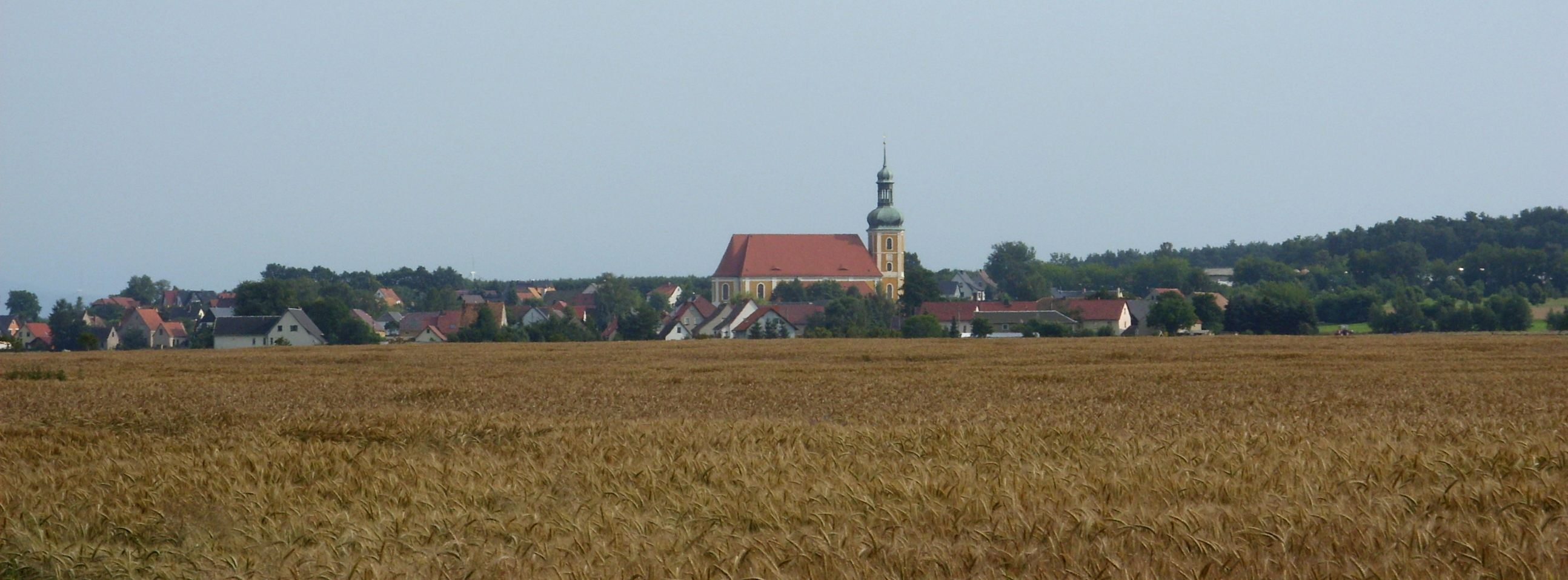
Blick auf Rosenthal

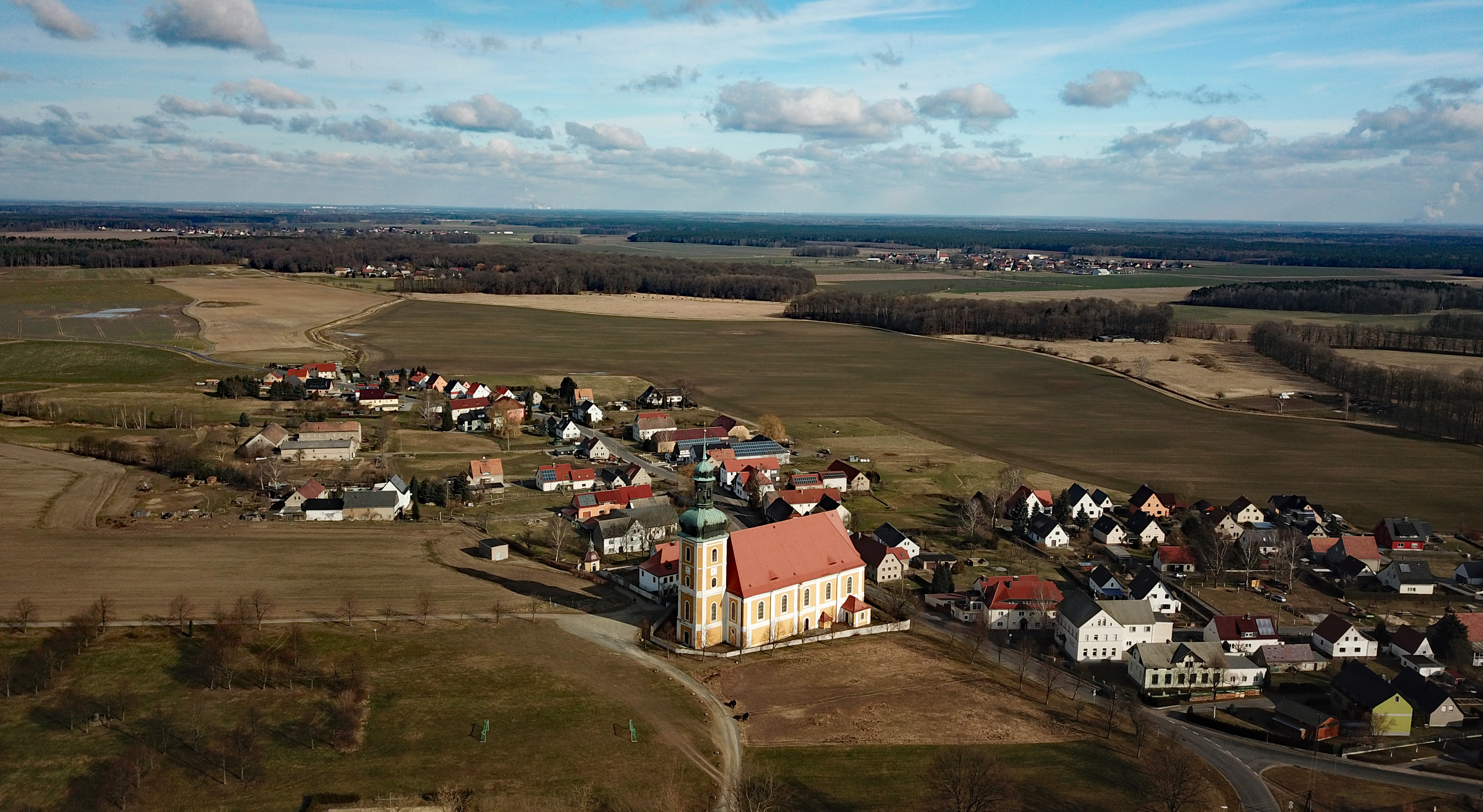
Luftbild Blickrichtung Nordosten

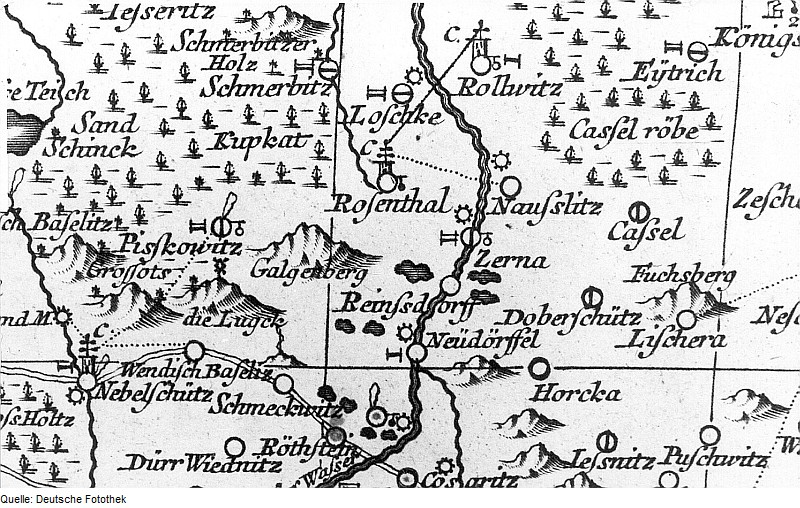
Rosenthal auf der Schenk-Landkarte 1759

Rosenthal, obersorbisch Róžantⓘ, ist ein Ort im Landkreis Bautzen in Ostsachsen und bildet seit 1994 einen namensgebenden Ortsteil der Gemeinde Ralbitz-Rosenthal. Der Ort liegt in der Oberlausitz und zählt zum Kernsiedlungsgebiet der Sorben. Die Mehrheit der Einwohner spricht Sorbisch als Muttersprache.
Bei Katholiken in Sachsen und umliegenden Ländern ist der Ort für seine Wallfahrtskirche bekannt.

## Geografie
Rosenthal ist ein Straßenangerdorf mit Gelängeflur und liegt am Kreuzungspunkt der Staatsstraßen S 97 (Neschwitz–Kamenz) und S 92 etwa neun Kilometer nordöstlich der Großen Kreisstadt Kamenz. Östlich des Orts fließt von Süd nach Nord der Flusslauf Klosterwasser. Die Landschaft hier wird als sorbisches „Niederland“ (Delany) bezeichnet.
Die nähere Umgebung ist sanft hügelig bis annähernd eben und wird landwirtschaftlich genutzt. In westlicher und südlicher Richtung erstrecken sich ausgedehnte Wälder in Richtung Piskowitz, darunter der Lugewald und der Lasker Auenwald. Die Nachbarorte sind Piskowitz im Westen, Schmerlitz mit Laske im Norden, Zerna und Naußlitz im Osten sowie Neudörfel im Süden.

## Geschichte
Der Ort wurde erstmals um 1350 als Rosental, später auch als Rosintal erwähnt.
Vom 17. Jahrhundert an ist die Grundherrschaft des Klosters Marienstern nachgewiesen. 1875 heißt der Ort Rosenthal bei Kamenz.
Bis 1994 war Rosenthal eine eigenständige Landgemeinde mit den Ortsteilen Piskowitz, Schmerlitz und Zerna (seit 1974). Dann wurde es mit der Gemeinde Ralbitz zu Ralbitz-Rosenthal vereinigt.

### Kirche

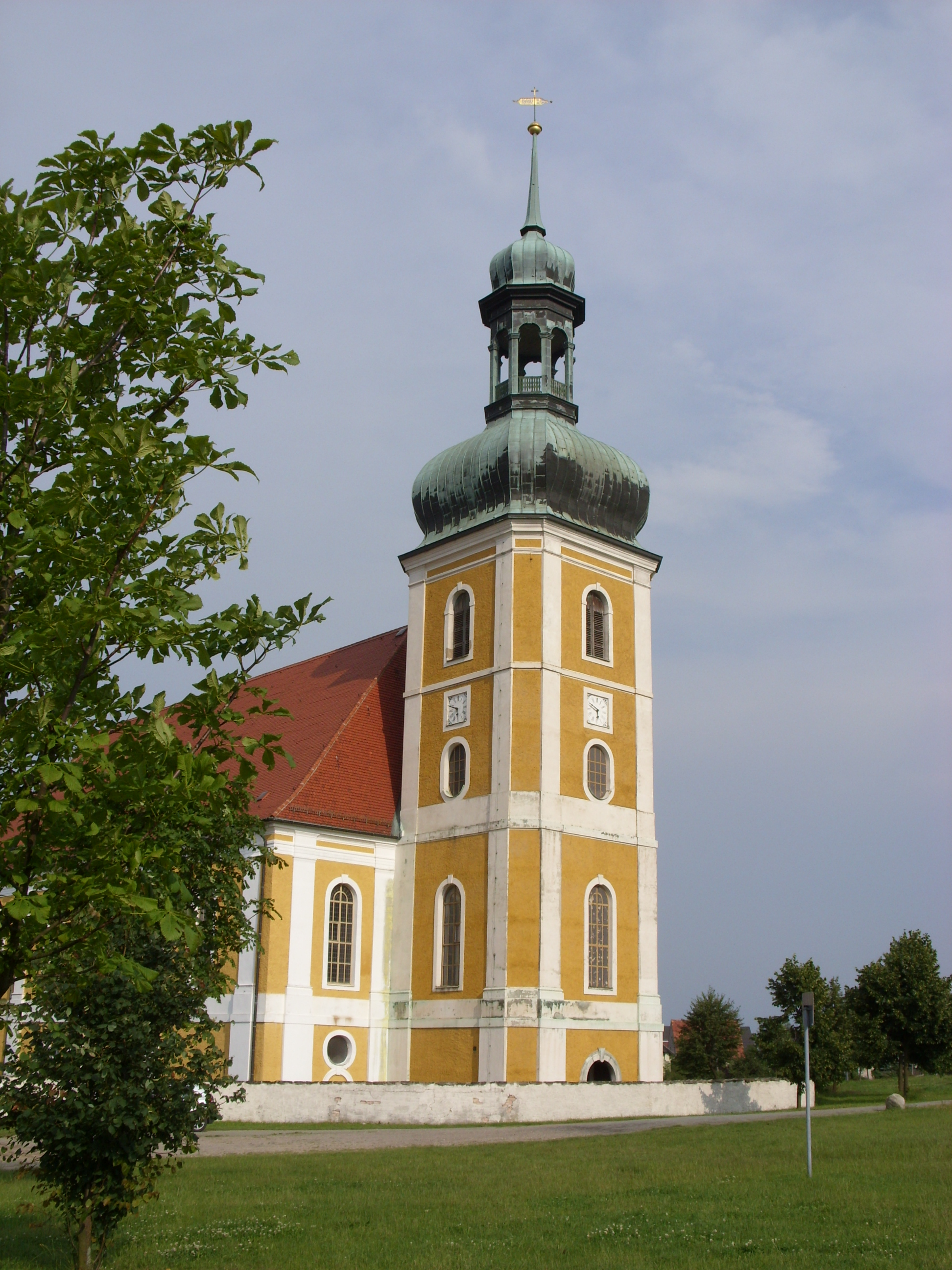
Die Rosenthaler Wallfahrtskirche

Der Ort ist von alters her, mindestens seit 1516, römisch-katholisch nach Crostwitz gepfarrt und bildete später eine Filialkirche von Crostwitz. Ab 1754 war Rosenthal dem Kloster Marienstern unterstellt, 1834 und 1913 wiederum der Pfarrkirche Ralbitz. Seit 2002 ist die Kloster- und Wallfahrtskirche Rosenthal offiziell der römisch-katholischen Pfarrgemeinde Ralbitz zugeordnet.
Evangelisch ist Rosenthal nach Neschwitz gepfarrt, zwischen 1875 und 2001 zur Kirchgemeinde Schmeckwitz. 1925 waren 9 von 144 Einwohnern lutherischer Konfession.

### Bevölkerung
Für 1600 sind in Rosenthal 15 Besessene Mann registriert, im Jahre 1777 bereits 15 Gärtner und 6 Häusler.
Im Jahre 1834 hatte Rosenthal 166 Einwohner, davon waren alle katholischen Glaubens. In den 1880er Jahren ermittelte Arnošt Muka eine Einwohnerzahl von 148, darunter waren 147 Sorben. Ernst Tschernik zählte 1956 in der Gemeinde Rosenthal einen sorbischsprachigen Bevölkerungsanteil von 85,5 %.
Bis 1910 reduzierte sich die Einwohnerschaft auf 138 und erreichte 1964 192 Einwohner. Im Jahre 1990 hatte Rosenthal mit Ortsteilen 1051 Einwohner.

## Kultur und Sehenswürdigkeiten

### Wallfahrtsort

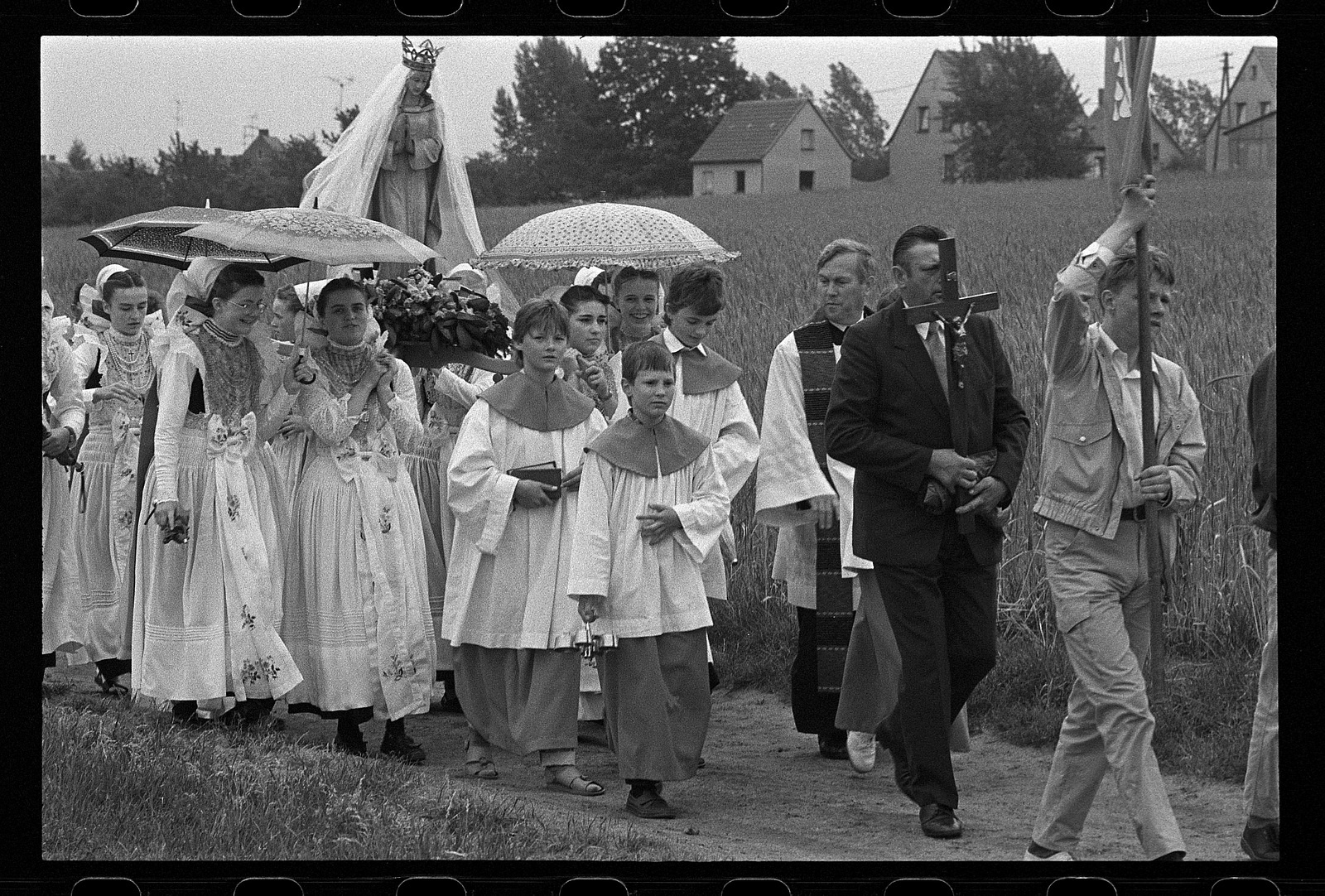
Marienwallfahrt 1990

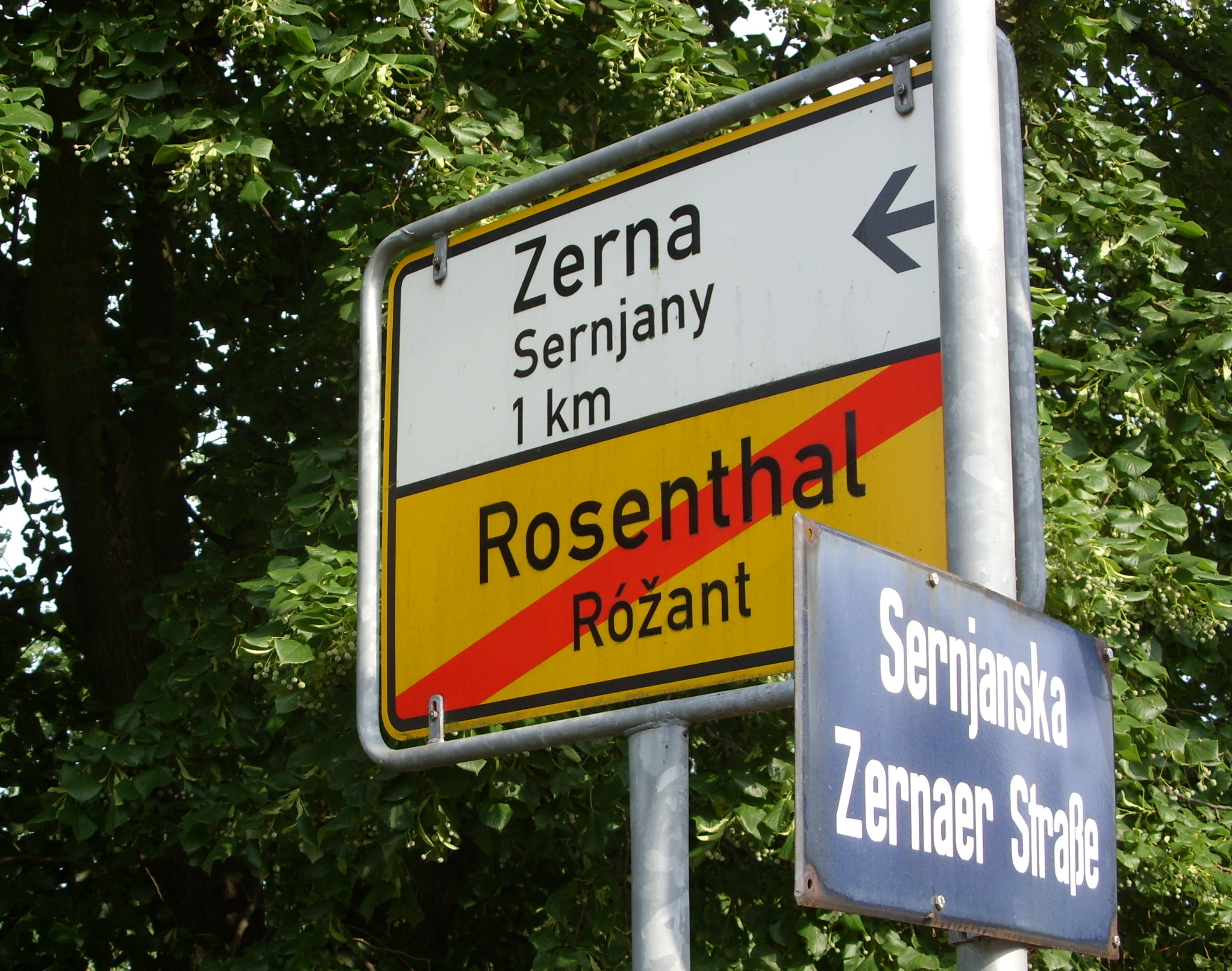
Zweisprachiges Orts- und Straßenschild in Rosenthal

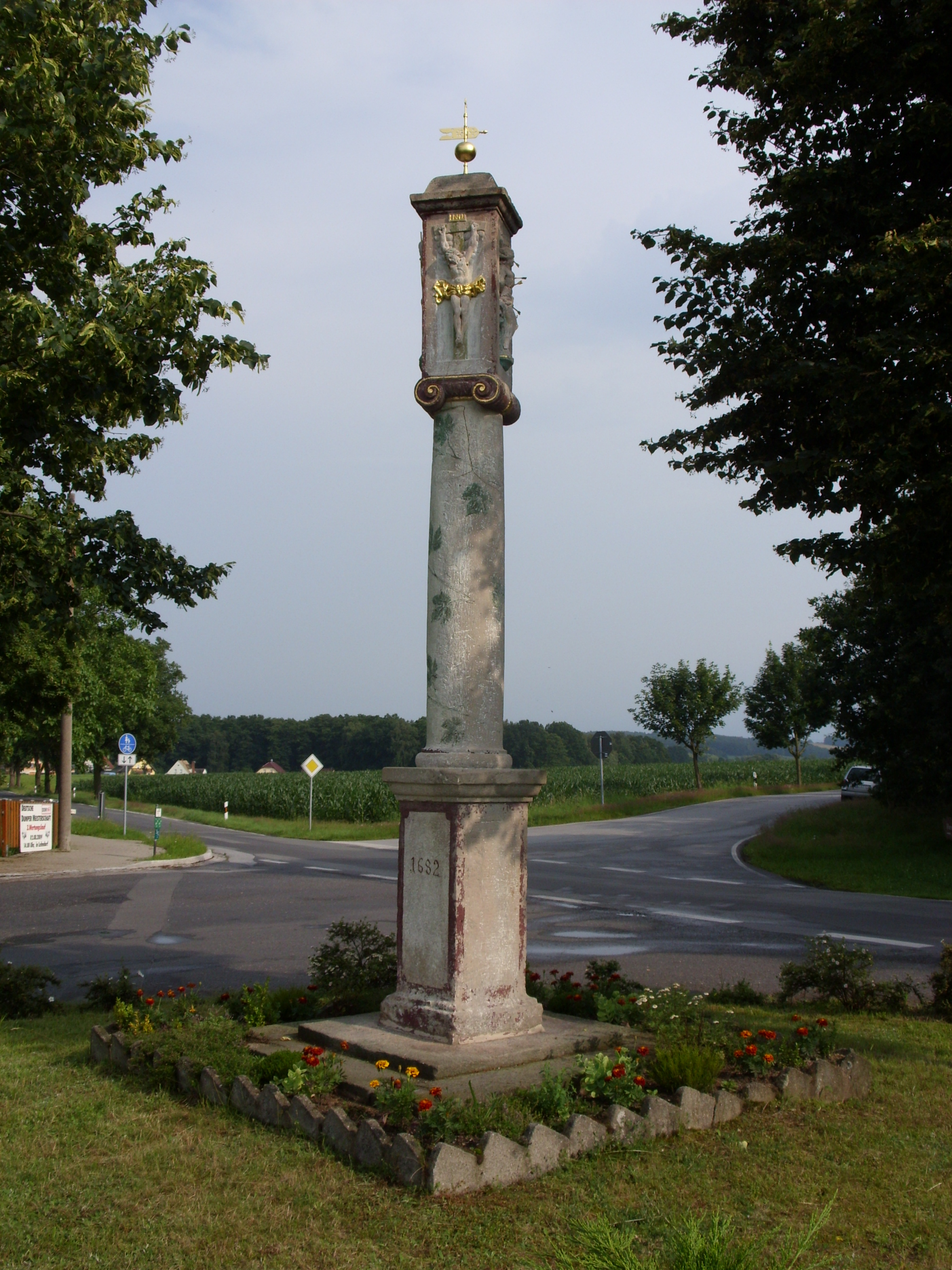
Der Bildstock von 1682

In Rosenthal befindet sich eine Marien-Wallfahrtsstätte, die bis Dezember 2006 und wieder von November 2009 bis Januar 2012 von Zisterziensern betreut wurde. Hier gibt es eine Quelle, deren Wasser heilende Kräfte für die Augen nachgesagt wird. Auf der Wallfahrtswiese finden jährlich mehrere Wallfahrten statt, unter anderem die des Bistums Dresden-Meißen. Ebenso hat die bundesweite Studentenwallfahrt der Arbeitsgemeinschaft Katholischer Hochschulgemeinden Rosenthal als Ziel.
Das Gnadenbild ist eine Lindenholzstatue, um 1480 entstanden. Maria ist mit Kind dargestellt, eine Besonderheit dabei ist die Birne, die das Jesuskind in der Hand hält. Die ersten Wallfahrten sind in den ersten Jahrzehnten des 16. Jahrhunderts nachweislich; nach der Kirchenspaltung trug der Wallfahrtsort zum Erhalt des katholischen Glaubens in der Umgebung wesentlich bei. Eine rasche Entwicklung erlebte Rosenthal seit der zweiten Hälfte des 17. Jahrhunderts. Pilger aus der Ober- und Niederlausitz, Sachsen, Böhmen und auch einige Lutheraner suchten Hilfe bei Unserer Lieben Frau von Rosenthal. Nicht nur die Augen sollten durch die Fürsprache der Rosenthaler Madonna geheilt werden, sondern auch Unfruchtbarkeit.
Pater Xaverius Jacobus Ticinus SJ, ein sorbischer Jesuit, schrieb die Geschichte des Gnadenorts. Um die geistliche Betreuung des Orts entflammte ein Konflikt zwischen dem Zisterzienserinnenkloster Marienstern und dem Domstift Bautzen, es wurde in den 1730er-Jahren für die Zisterzienserinnen entschieden. Dann wurde die Wallfahrt vor allem durch die Zisterzienser aus Ossegg und Neuzelle betreut. Der Wallfahrtsort wird heute von den katholischen Sorben rege besucht.

### Sonstiges
Am südöstlichen Ortsausgang Richtung Räckelwitz befindet sich ein 1682 errichteter Bildstock, welcher der älteste seiner Art in der katholischen Oberlausitz ist.
Rosenthal liegt an der traditionellen Route der Ralbitzer Osterreiterprozession nach Wittichenau. Zudem verläuft der Krabat-Radweg durch den Ort.

## Persönlichkeiten
- Alfons Frenzel (1946–2015), sorbischer Schriftsteller, geboren in Rosenthal